# Immunevasion

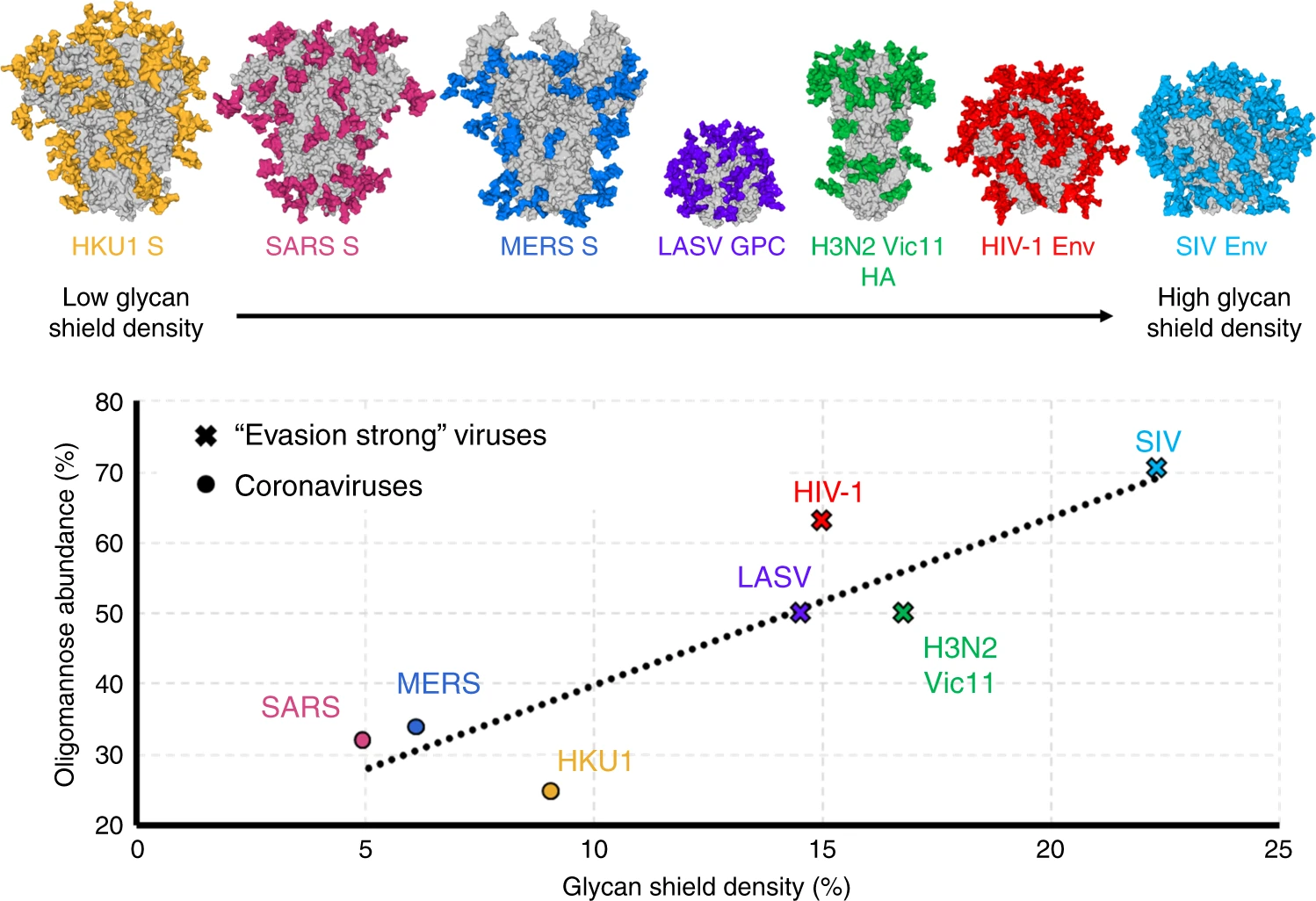
Fusogene Proteine verschiedener Viren mit eingefärbten Glykosylierungen

Als Immunevasion (von lateinisch evadere „entkommen, entrinnen“, englisch immune evasion oder immune escape), deutsches Synonym Immunflucht, bezeichnet man einen Vorgang, bei dem Pathogene mithilfe von Mutation oder spezifischen Mechanismen einer Erkennung oder Abwehr durch das Immunsystem entgehen. Eine neue Mutante eines Krankheitserregers, die nicht vom Immunsystem erkannt wird oder bei der keine ausreichende Immunantwort erfolgt, bezeichnet man als Immunfluchtmutante und ihre Entstehung als Fluchtmutation.
Der Begriff ist speziell in der Infektiologie üblich, um verschiedene Mechanismen von endogenen (z. B. Tumoren und manche Prionen) oder exogenen Pathogenen (z. B. Viren oder Bakterien) zum Unterlaufen der adaptiven Immunabwehr zusammenzufassen.

## Eigenschaften
Die Mechanismen, die eine Immunevasion ermöglichen, gehören teilweise zu den Virulenzfaktoren. Die Immunevasion erstreckt sich im Wesentlichen auf folgende Angriffspunkte:
- Veränderung der Oberflächenantigene des Erregers. Durch Fluchtmutationen entstehen Fluchtmutanten (englisch escape mutants), zum Teil unter Nachahmung körpereigener Epitope (Molekulare Mimikry). Glykosylierungen sind wenig immunogen und können Epitope maskieren. Bei Viren mit segmentiertem Genom kann zusätzlich noch ein Austausch von Segmenten (englisch antigen shift) erfolgen.
- Latenzmechanismen für einen dauerhaften Verbleib innerhalb von Zellen (siehe lysogener Zyklus).
- Herunterregulation der Synthese eigener Antigene
- Zerstörung von Immunzellen oder Induktion von Anergie.
- Beeinträchtigung der Antigenpräsentation[3] oder des vorangehenden Antigen-Verdaus in antigenpräsentierenden Zellen.
- Blockierung der T-Zell-vermittelnden Zelllyse.
- Wechselwirkung mit Zytokinen oder deren kompetitive Hemmung durch Virokine.
- Vermeidung einer Apoptose der Wirtszelle
- Infektion von Zelltypen, die nur eingeschränkt im Zuge einer Immunreaktion zerstört werden können (Zellen mit Immunprivileg, z. B. Keratinozyten, Neuronen oder Stammzellen).